# Tetiaroa
Tetiaroa (Teti’aroa en tahitiano normalizado) es el único atolón del grupo de las islas de Barlovento del Archipiélago de la Sociedad, en la Polinesia Francesa. Está situado a 42 km al norte de Tahití.

## Geografía
Tetiaroa es un atolón formado por 13 islotes con una superficie total de 6 km². La laguna, que no tiene ningún paso navegable al océano, tiene 7 km de largo y 30 m de profundidad. En diversos islotes aislados, como Tahuna Iti y Tahuna Rahi, hay importantes colonias de aves.

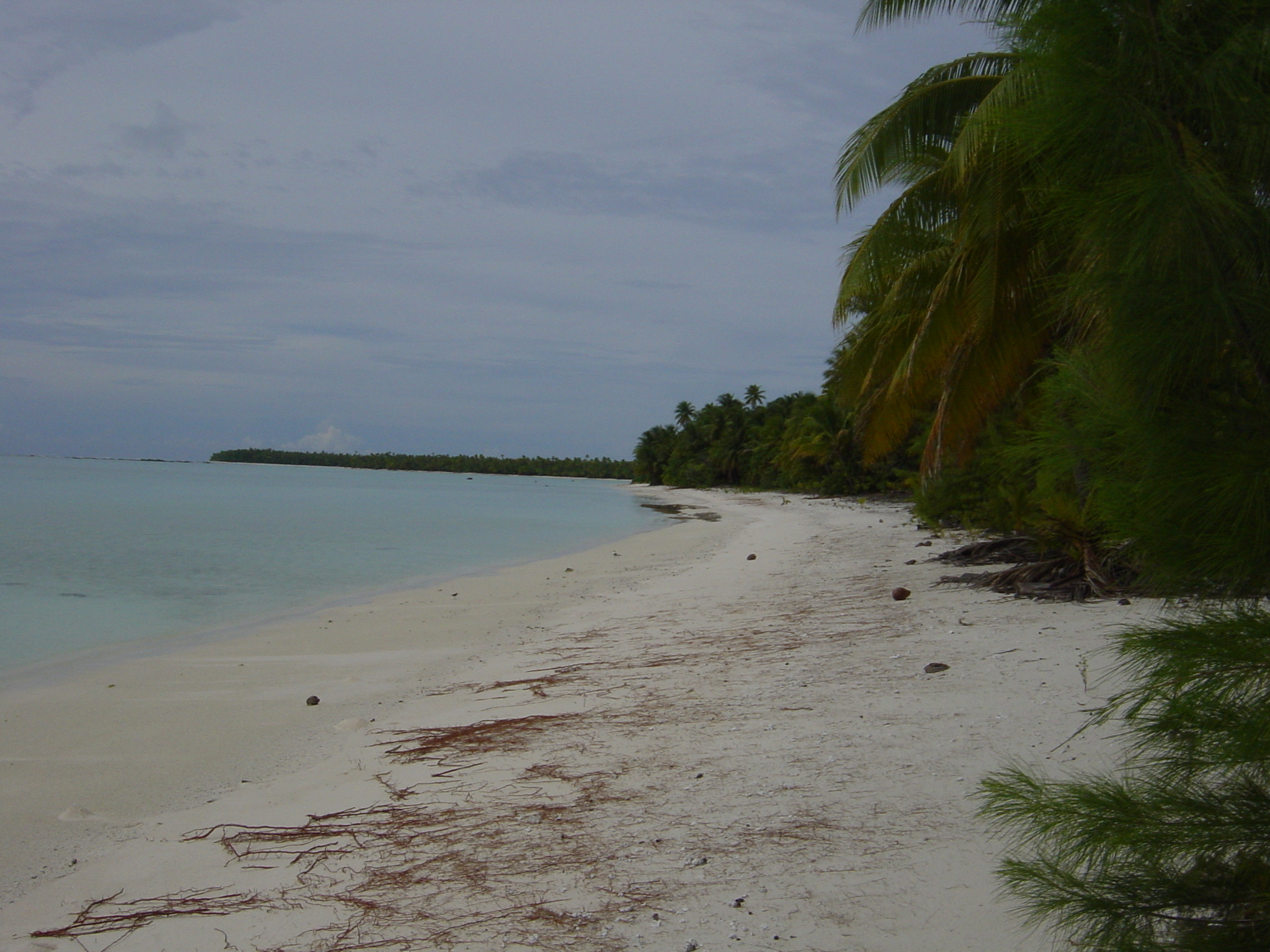
Playa de Onetahi

El atolón es de propiedad privada y administrativamente depende de la comuna de Arue, al norte de Tahití. Hay unos cincuenta habitantes en el islote del oeste: Motu Onetahi. Dispone de un aeródromo y de un pequeño hotel cerrado al turismo. Fuera del hotel sólo se permiten excursiones organizadas al islote Tahuna Iti. En 1983 sufrió serios destrozos provocados por un huracán.

## Historia
Tetiaroa ya había sido visto por los primeros descubridores de Tahití, pero no pudo ser explorado hasta 1789 por el inglés William Bligh. El español Domingo Bonaechea lo llamó Los Tres Hermanos.
El atolón era utilizado como residencia de verano por los grandes cabecillas del distrito de Arue, de Tahití, y posteriormente por la familia real Pomare. Antiguamente se llamaba Teturoa. Después de la investidura de Tu como rey de Tahití, y de acuerdo con el llamado costumbre pi'i, fueron prohibidas todas las palabras que tuviesen la sílaba "tu" y, de esta forma, Teturoa fue cambiado por Tetiaroa. Según cuenta una leyenda, en Tetiaroa se escondían los tesoros reales.
En 1904 la familia Pomare cedió Tetiaroa al dentista canadiense Johnston W. Williams como reconocimiento por sus servicios. En 1965, el actor Marlon Brando, después de filmar Rebelión a bordo, adquirió el atolón por 99 años. Tras su muerte en 2004, el atolón pasó a ser propiedad de su hijo Teihotu Brando, excepto dos hectáreas cedidas a su amigo Michael Jackson. A 10 años de la muerte del actor, en 2014, se inauguró The Brando, un complejo turístico de lujo en la isla.

## Conservación y restauración

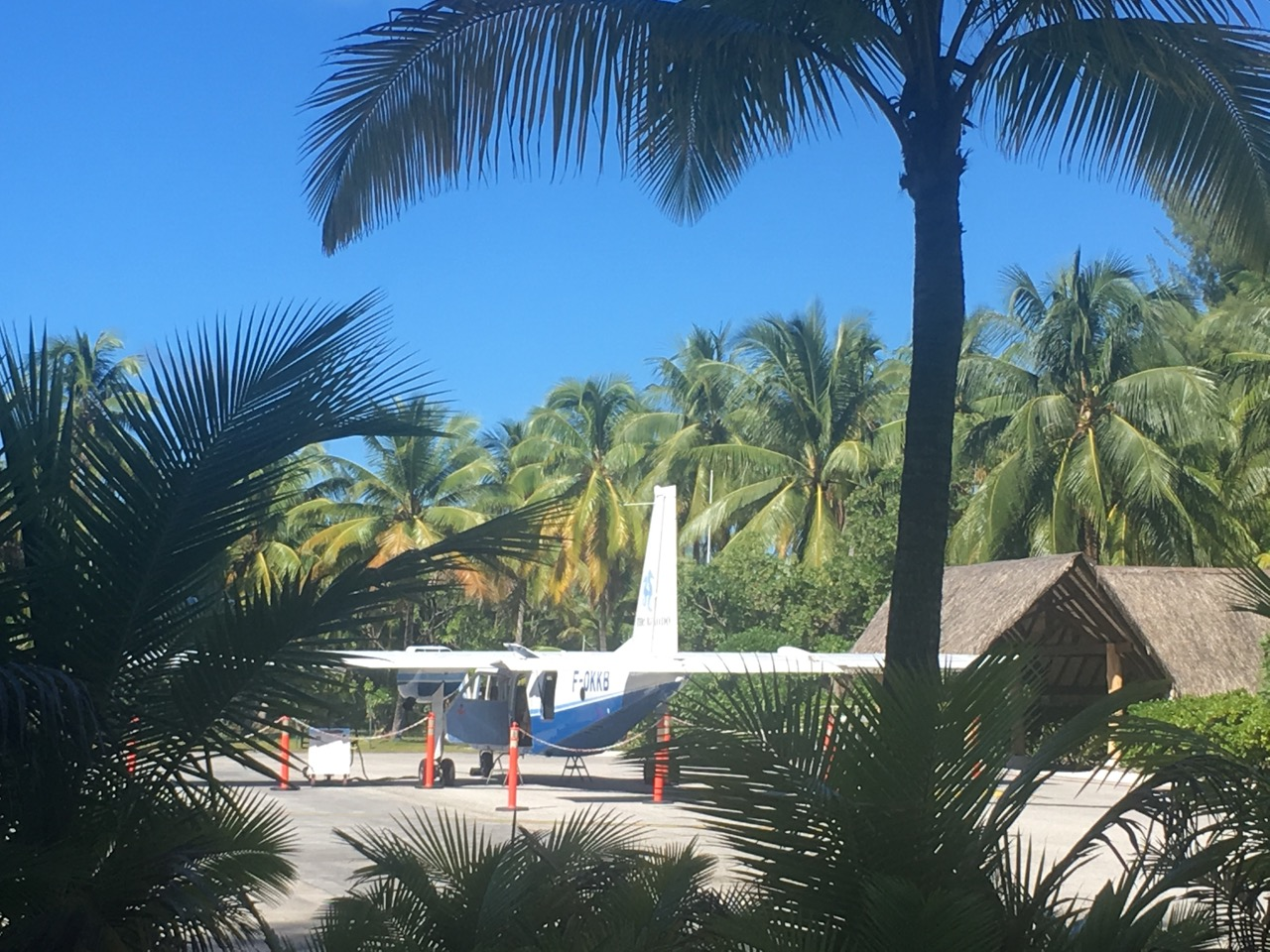
Aeropuerto de Tetiaroa.

La presencia de dos especies de ratas invasoras impactó de manera significativa en la vegetación nativa, el anidado de las poblaciones de aves marinas, las crías de tortugas marinas verdes y los cangrejos terrestres. La Tetiaroa Society, Island Conservation y The Brando Resort junto a otros socios llevaron a cabo un proyecto para la erradicación de la invasión de ratas en el verano de 2022. Después de reiteradas interrupciones debido a la pandemia, la operación se llevó a cabo en junio y julio de 2022, se cubrieron 20 hectáreas de tierra y se necesitaron más de 60 empleados y voluntarios. Se espera que este proyecto restaure los ecosistemas terrestres, proteja a las aves y tortugas nativas en peligro de extinción y mejore la resiliencia de los arrecifes de coral circundantes, haciéndolos más resistentes al cambio climático. Otros beneficios pueden ser garantizar la seguridad alimentaria de la población local y eliminar los depósitos y vectores de enfermedades humanas. Con el tiempo, el atolón podría convertirse en un hábitat de translocación para la paloma terrestre Polinesia y la playera de Tuamotu. La siguiente fase del programa de restauración contará con una amplia investigación y monitoreo a fin de registrar los beneficios para los ecosistemas terrestres y marinos.